# Iwajn, czyli Rycerz z lwem
Iwajn, czyli Rycerz z lwem (fr. Yvain ou le Chevalier au lion) – jeden z romansów rycerskich Chrétiena de Troyes. Datowany na ok. 1169–1173, najpóźniej do 1181 roku, prawdopodobnie stanowi czwarty z pięciu zachowanych romansów Chrétiena. Głównym bohaterem utworu jest rycerz Iwajn.

## Okoliczności powstania utworu
Kolejny utwór Iwajn, czyli Rycerz z lwem powstał pomiędzy 1169 a 1173 rokiem (lub też był pisany na przemian z Lancelotem do 1181). Iwajn jest arcydziełem Chrétiena, przedstawia podobnie jak Erek i Enida konflikt pomiędzy miłością małżeńską a obowiązkiem i honorem rycerskim, tyle że podczas gdy w Ereku uległą jest kobieta, w Iwajnie pod wpływem teorii miłości dwornej, to rycerz ulega wyniosłej damie.

## Treść
Iwajn, rycerz Okrągłego Stołu, mąci wodę w Zaczarowanym Lesie, przez co sprowadza straszliwą burzę. Zaatakowany przez tajemniczego pana zdroju, rani go śmiertelnie. W pościgu za umierającym trafia na zamek, gdzie podczas pogrzebu zakochuje się w młodej wdowie po swym przeciwniku, Laudynie. Dzięki pomocy dworki, Lunety, udaje mu się pozyskać wzajemność Laudyny i jej rękę. Po ślubie za zgodą żony wyrusza szukać rycerskich przygód, przekracza jednak wyznaczony termin powrotu i zostaje odrzucony przez swą żonę. Z rozpaczy rzuca się z przygody w przygodę: błąka się, wpada w szaleństwo, ratuje z obieży lwa walczącego ze smokiem, lew go odtąd nie odstępuje. Uwalnia dręczone nadludzką pracą tkaczki, błądzi wśród czarów i uroków, aż na koniec uleczony zyskuje przebaczenie żony i jej dozgonną miłość.